# 59830 Рейнек
59830 Рейнек (59830 Reynek) — астероїд головного поясу, відкритий 10 вересня 1999 року.
Тіссеранів параметр щодо Юпітера — 3,170.